# Province de Nam Định
Pour les articles homonymes, voir Nam Dinh.
 (mai 2012).
Si vous disposez d'ouvrages ou d'articles de référence ou si vous connaissez des sites web de qualité traitant du thème abordé ici, merci de compléter l'article en donnant les références utiles à sa vérifiabilité et en les liant à la section « Notes et références ».
La province de Nam Dinh est située dans les plaines et les terres de la région du delta du Fleuve Rouge du Viêt Nam. 

## Géographie
Sa capitale se trouve à Nam Dinh, à 90 km au sud-est de Hanoï. 
Elle est entourée par les provinces de Thai Binh, de Ha Nam et de Ninh Binh ainsi que de la mer de l'Est.
Elle s'étend sur 1 652,6 km2. Sa population s'élevait en 2012 à 1 836 900 habitants.
Les groupes ethniques qui vivent dans la province sont les suivants  : Kinh, Tay, Muong, Hoa, etc.

## Subdivisions administratives
La province est divisée en plusieurs districts : 
- Giao Thủy
- Hải Hậu
- Mỹ Lộc
- Nam Định
- Nam Trực
- Nghĩa Hưng
- Trực Ninh
- Vụ Bản
- Xuân Trường
- Ý Yên

## Histoire
La province de Nam Dinh possède de grandes traditions culturelles. C'est la terre natale des rois de la dynastie des Trân (XIIIe-XIVe siècles) et du célèbre poète Tu Xuong. Les fêtes de Pho Minh, Co Le, Phu Day sont réputées.

### Les ruines des palais des Trân à Tuc Mac
Le village de Tuc Mac se trouve dans la commune de Loc Vuong, à 3 km du centre-ville, dans la province de Nam Dinh.
C’est le pays natal des rois Trân et du généralissime Trần Hưng Đạo, grand héros national.
Les vestiges des résidences royales couvrent une douzaine d’hectares comprenant les temples Thien Truong et Co Trach dédiés aux rois Trân et à Trân Hung Dao, et la pagode-tour de Pho Minh.
On raconte[évasif] qu’en 1239, le roi avait fait construire un  palais dans son village natal (Tuc Mac). En 1262, en visite dans le secteur, le roi fit ordonner un grand banquet et donna au village le nom de Thien Truong.
Il fit également édifier un autre palais appelé Trân Quang pour que les anciens rois Trân Quang et Thai Thuong Hoang puissent y passer leurs vieux jours, les rois pères ayant transmis le trône à leur fils. À l’ouest du palais Trân Quang, c’est la pagode de Pho Minh. Le   souverain   fit  aussi construire un palais servant de résidence aux rois régnants lorsqu’ils rendaient visite à leur père.
Aujourd’hui, plus de sept cents ans ont passé, et rien ne subsiste de ces résidences royales. Il ne reste que le temple de Thien Truong, dédié aux quatorze rois Trân, le temple de Co Trach, dédié à Trân Hung Dao, ainsi que la pagode de Pho Minh avec sa célèbre tour.

## Climat
Nam Dinh se trouve dans une zone de climat tropical soumise à la mousson. La température annuelle moyenne est de 23 °C. Il y a deux saisons: l’hiver et l’été.

## Géographie
La province de Nam Dinh est une région côtière avec un grand nombre de lacs et d'étangs. Le riz, le maïs, l'arachide, la canne à sucre, la "banane royale" chuoi ngu - une spécialité très appréciée, sont les principaux produits locaux. La pêche, l'aquaculture et l'élevage des crevettes pour l'exportation sont développés. Il existe plusieurs villages d'artisanat traditionnel spécialisés dans le fer forgé, la fonte du cuivre, la gravure sur bois, le textile, le laquage. L'usine textile de Nam Dinh est la plus grande de son genre dans le Nord.

## Transport
Le réseau de transport est très favorable. Il y a de ligne ferroviaire nord-sud du Viêt Nam et de route nationale 21 reliant  la route nationale 1A et le centre de la ville. En plus, la route nationale 10 relie entre le chef-lieu  de Ninh Binh et la province de Thai Binh, Hai Phong, Quang Ninh

## Tourisme

### Patrimoine architectural
Les principaux sites de la région comprennent les temples Trân, Phu Day, les pagodes Keo, Hanh Thien, Pho Minh et Co Le, la basilique de l'Immaculée-Conception de Phu Nhai, etc.

### Patrimoine naturel
- Plage de Thinh Long
- Parcs d'oiseaux Con Ngan et Con Lu,
- Parc national de Xuan Thuy.